# Pteropurpura bequaerti
Pteropurpura bequaerti är en snäckart som först beskrevs av Clench och Perez Farfante 1945.  Pteropurpura bequaerti ingår i släktet Pteropurpura och familjen purpursnäckor. Inga underarter finns listade i Catalogue of Life.